# Tylophora linearis
Tylophora linearis är en oleanderväxtart som beskrevs av P.I. Forster. Tylophora linearis ingår i släktet Tylophora och familjen oleanderväxter. Inga underarter finns listade i Catalogue of Life.